# Glenroy Gilbert
Glenroy John Gilbert, né le 31 août 1968 à Port-d'Espagne (Trinité-et-Tobago), est un ancien athlète canadien spécialiste des épreuves de sprint et du saut en longueur, qui s'est illustré en remportant un titre de champion olympique et deux titres de champion du monde dans l'épreuve du relais 4 × 100 mètres.

## Carrière
Glenroy Gilbert fait ses débuts sur la scène internationale à l'occasion des Jeux olympiques d'été de 1988 de Séoul en participant aux qualifications du saut en longueur. Il termine ensuite 8e de la finale de la longueur des Jeux du Commonwealth 1990, et est éliminé en demi-finales du relais 4 × 100 m des Jeux olympiques de 1992. 
En 1993, aux Championnats du monde de Stuttgart, Gilbert remporte la médaille de bronze du relais 4 × 100 mètres avec l'équipe du Canada composée de Robert Esmie, Bruny Surin et Atlee Mahorn. L'année suivante, il décroche le titre des Jeux du Commonwealth de Victoria.
Il remporte en août 1995 la finale du relais 4 × 100 m des Championnats du monde de Göteborg, associé à Donovan Bailey, Robert Esmie et Bruny Surin. La même année, Gilbert remporte son premier titre individuel international majeur en s'imposant sur le 100 mètres des Jeux panaméricains de Mar del Plata. 
L'année suivante, le Canada s'adjuge le titre du relais 4 × 100 m des Jeux olympiques de 1996 d'Atlanta (37 s 69), battant les États-Unis de près d'une demi-seconde. Considéré comme la meilleure équipe de relais au monde, le Canada obtient un nouveau titre mondial en 1997 lors des Championnats du monde d'Athènes. Esmie, Surin, Gilbert et Bailey devancent, avec le temps de 37 s 86, le Nigeria et le Royaume-Uni.
Glenroy Gilbert met un terme à sa carrière d'athlète à l'issue des Jeux olympiques de Sydney en 2000.
Il devient ensuite l'entraîneur du relais 4 × 100 m canadien, et officie par ailleurs au sein du Lions Track and Field, club d'athlétisme situé à Ottawa.

## Palmarès

### Jeux olympiques
- Jeux olympiques d'été de 1996 à Atlanta :
  -  Médaille d'or du 4 × 100 mètres

### Championnats du monde
- Championnats du monde d'athlétisme 1993 à Stuttgart :
  -  Médaille de bronze du relais 4 × 100 mètres
- Championnats du monde d'athlétisme 1995 à Göteborg :
  -  Médaille d'or du relais 4 × 100 mètres
- Championnats du monde d'athlétisme 1997 à Athènes :
  -  Médaille d'or du relais 4 × 100 mètres

### Jeux du Commonwealth
- Jeux du Commonwealth 1994 à Victoria :
  -  Médaille d'or du relais 4 × 100 mètres

### Jeux panaméricains
- Jeux panaméricains 1995 à Mar del Plata :
  -  Médaille d'or du 100 mètres